# Голо оръжие (филм, 2025)
„Голо оръжие“ (на английски: The Naked Gun) е американска екшън комедия от 2025 г. на режисьора Акива Шафър. Във филма участват Лиъм Нийсън, Памела Андерсън, Пол Уолтър Хаусър, Кевин Дюранд, Дани Хюстън и др.

## Заснемане
Снимките започват на 6 май 2024 г. в Атланта, Джорджия, и приключват на 28 юни.

## Премиера
Премиерата на филма в Съединените американски щати е планирана за 1 август 2025 г. Първоначално е насрочена за 18 юли същата година. Разпространител е „Парамаунт Пикчърс“. 
През април 2025 г. Дейвид Зукър изразява недоволството си от факта, че екипът на филма не го включва. Той заявява, че няма да го гледа.